# John W. Moon

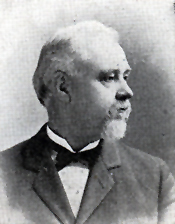
John W. Moon

John Wesley Moon (* 18. Januar 1836 bei Ypsilanti, Michigan; † 5. April 1898 in Muskegon, Michigan) war ein US-amerikanischer Politiker. Zwischen 1893 und 1895 vertrat er den Bundesstaat Michigan im US-Repräsentantenhaus.

## Werdegang
John Moon besuchte die öffentlichen Schulen seiner Heimat. Im Jahr 1854 zog er in den nördlichen Teil des Staates Michigan, wo er in der Holzbranche arbeitete. Er ließ sich 1856 in Muskegon nieder, wo er ebenfalls im Holzgeschäft tätig war. Bald stieg er auch in das Bankgewerbe ein. In seiner neuen Heimatstadt war er unter anderem Kämmerer und Bürgermeister. Politisch war Moon Mitglied der Republikanischen Partei. In den Jahren 1884 und 1886 wurde er in den Senat von Michigan gewählt. 1887 wurde er Präsident der Muskegon Savings Bank; im Jahr 1891 saß er im Bildungsausschuss von Muskegon.
Bei den Kongresswahlen des Jahres 1892 wurde er im neunten Wahlbezirk von Michigan in das US-Repräsentantenhaus in Washington, D.C. gewählt, wo er am 4. März 1893 die Nachfolge des Demokraten Harrison H. Wheeler antrat. Da er im Jahr 1894 auf eine erneute Kandidatur verzichtete, konnte er bis zum 3. März 1895 nur eine Legislaturperiode im Kongress absolvieren. Nach seinem Ausscheiden aus dem Repräsentantenhaus nahm John Moon seine früheren Tätigkeiten wieder auf. Er starb am 5. April 1898 in Muskegon, wo er auch beigesetzt wurde.